# Станция Налейка
Станция Налейка — посёлок при железнодорожной станции «Налейка», в составе Кузоватовского района Ульяновской области, входит в сельское поселение Лесоматюнинское.
Расположен в 12 километрах к западу от районного центра (р. п. Кузоватово).

## Название
1. Название посёлка произошло от мордовского «лей» — река, овраг.
2. Названо по водонапорной башне, для заправки паровозов водой, от разговорного — «налейка», заправь водой.

## История
Посёлок образовался в 1898 году, при станции «Налейка», в связи со строительством железнодорожной ветки Сызрань–Рузаевка Московско-Казанской железной дороги.
С 1963 по 1986 года на станции работал Цех № 41 Ульяновского машиностроительного завода им. Володарского.

## Население
| 2010 | 2018 |
| ---- | ---- |
| 848  | ↘650 |

В 1913 году здесь, в посёлке при станции «Налейка», было 19 дворов и 95 жителей.

## Инфраструктура
В селе имеются школа (с 1918 г.), детский сад, медпункт, магазины, почта, церковь, клуба нет. На территории села располагается деревообрабатывающее предприятие ООО «Вояж».
Через ст. Налейка проходит Куйбышевская железная дорога «Москва-Рязань-Саранск-Самара-Уфа-Челябинск» федерального значения.
Проведены газоснабжение, централизованное теплоснабжение, центральное водоснабжение, электроснабжение и телефонизация посёлка. Планируется строительство канализационных очистных сооружений до 2030 г.

## Достопримечательности
- Водонапорная башня (1898 г.) на территории посёлка является объектом историко-культурного наследия[4].
- «Обелиск на месте расстрела 4-х красноармейцев» включен в список выявленных объектов культурного наследия Ульяновской области Распоряжением главы администрации Ульяновской области от 29.07.1999 г. № 959-р. В 2016 г. Министерством искусства и культурной политики Ульяновской области будет проведена государственная историко-культурная экспертиза для обоснования включения в реестр данного памятника[5].
- Родник[6].

## Улицы
- ул. Бассейная, ул. Большая, ул. Вокзальная, ул. Гагарина, ул. Давыдова, ул. Заводская, ул. Заовражная, ул. Лесная, ул. Луговая, ул. Луначарского, ул. Молодежная, ул. Новая, ул. Первомайская, ул. Полевая, ул. Пушкина, ул. Речная, ул. Советская, мкр. Центральный, Школьная пер.[7]